# زبان فارسی باستان
زبان فارسی باستان یا پارسی باستان (به پارسی باستان: 𐎠𐎼𐎹، تلفظ: آریا) یکی از زبان‌های شاخهٔ زبان‌های ایرانی از گروه زبان‌های هندوایرانی خانوادهٔ زبان‌های هندواروپایی جای می‌گیرد. این زبان به زبان فارسی میانه دگرگونی یافت که زبان ادبی و نوشتاری و رسمی روزگار ساسانیان بود و سپس به زبان فارسی نو یا فارسی دری تغییر یافت؛ این زبان از زبان نیاایرانی (زبان ایرانی باستان) سرچشمه گرفته‌است. فارسی باستان مانند بقیهٔ زبان‌های ایرانی باستان نزدِ گویشورانِ بومی خود به نام زبان آریا شناخته می‌شد.
فارسی باستان در کنار زبان اوستایی تنها زبان‌های ایرانی روزگار کهن هستند که نوشتار یا سنگ‌نبشته‌ای از آن‌ها به جا مانده‌است. زبان فارسی باستان در باختر و جنوب باختری ایران، سخن گفته می‌شده‌است و دیرینه‌ترین نوشته‌ای که از آن بر جا مانده، به سدهٔ ششم پیش از میلاد بازمی‌گردد؛ ولی باید این نکته را در نظر داشت که زبان بیشتر مردمان جنوب‌باختریِ ایران، زبان ایلامی بوده‌است.

## خاستگاه و پیشینه

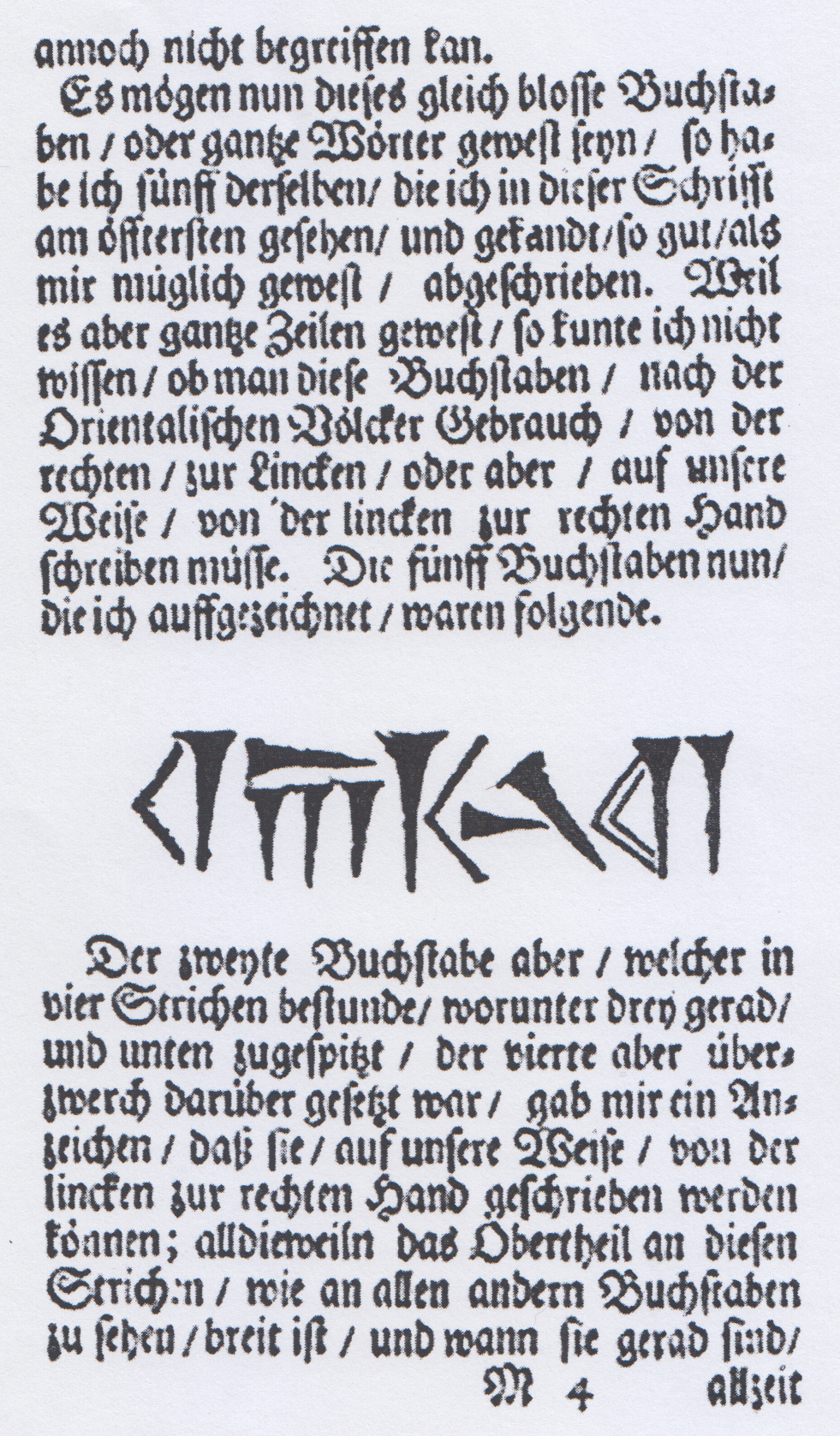
نامهٔ پیترو دلاواله به تاریخ ۲۱ اکتبر ۱۶۲۱ برای دوستش شیپانو (ساکن ناپل). در این نامه، پنج واک را رونویسی کرده بود. همین پنج حرف یا واک، زمینه‌ساز آشنایی اروپاییان با زبان‌نگارهٔ فارسی باستان شد.

زبان فارسی باستان که در دوران پیش از حملهٔ اسکندر به ایران، زبان دربار هخامنشی بوده، از زبان‌های ایرانی جنوب غربی می‌باشد. این زبان با زبان مادی، نسبت بسیار نزدیک داشته که شاید دو گویش از یک زبان بوده‌اند. زبان فارسی باستان از زبان‌های هندواروپایی شمرده می‌شود که گمان می‌رود در پدیدهٔ کوچ‌نشینی آریایی‌ها به‌همراه زبان‌های مادی و اوستایی وارد فلات ایران شده‌است. این زبان، پیش از وارد شدن به سرزمین پارس در جنوب باختری ایران، بر پایهٔ آنچه از سنگ‌نبشتهٔ شلمنسر سوم، پادشاه آشوری، به‌دست آمده در نزدیکی دریاچهٔ ارومیه، روایی داشته‌است. در این کتیبه — که به سدهٔ نهم پیش از میلاد بازمی‌گردد — برای نخستین بار، نام پارس در زبان آشوری به‌گونهٔ پارسوا گفته شده‌است. واژهٔ پارسوَ (pārćwa)، شکل دیرینه‌تر واژهٔ پارسَ (pārsa) دانسته شده‌است. نخستین سند رسمیِ زبانِ فارسی باستان سنگ‌نوشته بیستون در اطراف کرمانشاه است که به‌فرمان داریوش بزرگ نوشته شده‌است. داریوش که این سنگ‌نوشته از زبان او نقل شده، زبان به‌کاررفته در آن را زبان آریایی معرفی می‌کند. به‌همین دلیل، این احتمال هست که زبان مادی و فارسی باستان نیز مانند زبان‌های شرقی ایرانی، همگی در نزد مردم با نام آریا شناخته می‌شده و گویش‌هایی جداگانه در هر منطقه داشته‌اند. دورهٔ آغاز سخن گفتن به زبان فارسی باستان در میان پارسیان، مشخص نیست؛ ولی از شواهد و قرائن زبان‌شناختی، و مقایسه با زبان‌های اوستایی و سانسکریت — که هم‌دورهٔ زبان فارسی باستان هستند — به‌نظر می‌رسد که به زبان فارسی باستان، مدت‌ها پیش از دورهٔ هخامنشی نیز سخن گفته می‌شده و نادرستی‌های نگارشی و دستوری در کتیبه‌های متأخر دورهٔ هخامنشی، نشان می‌دهد که فارسی باستان در دهه‌های پایانی حکومت پیش‌گفته، احتمالاً زبانی خاموش بوده‌است. زبان فارسی باستان، جزو یکی از چند زبان هندواروپایی دورهٔ باستان است که در زمان رواجش به‌گونهٔ نوشتاری به کار رفته و سندهای مطالعهٔ زبانی برای امروز به جای گذاشته و از این رو در بسیاری از پژوهش‌های زبان‌شناختی به‌عنوان ثابت به کار می‌رود. زبان فارسی میانه یا پهلوی ساسانی که زبان رسمی ایران در دورهٔ ساسانی بوده از فارسی باستان منشعب شده‌است. زبان فارسی و دیگر زبان‌های ایرانی جنوب غربی که از زیرمجموعه‌های زبان پهلوی ساسانی هستند همگی از فارسی باستان ریشه گرفته‌اند.در کتاب فرهنگ و واژه‌نامه لکی کیان به نقل از کتاب جغرافیای نظامی ایران آمده: «زبان لکی از زبان‌های فارسی قدیم ایران می‌باشد که به علت کوهستانی بودن جایگاه آن مردم، از نفوذ واژه‌های بیگانه محفوظ مانده‌است.» راولینسون نیز، زبان لکی را مشتق شده از فارسی باستان می‌داند.

### دگرگونی زبانی فارسی باستان
کتیبه‌های سدهٔ چهارم پیش از میلاد در دورهٔ هخامنشی — که به اردشیر دوم و اردشیر سوم هخامنشی مربوط می‌شود — ضمن داشتن اشکالات و تفاوت‌های بسیار با زبان فارسیِ به‌کاررفته در کتیبه‌های قدیمی‌تر، مانند بیستون، خبر از دگرگونی زبان فارسی در آن دوره می‌دهد که از آن، گاه به فارسی پیشامیانه یا فارسی باستان متأخر، یاد شده‌است. زبان فارسی باستان در این دوره به فارسی میانه تبدیل شد که آن زبان نیز بعدها فارسی نو را پدیدآورد. پروفسور ژیلبر لازار، ایران‌شناس مشهور اهل فرانسه در این مورد چنین گفته‌است:
زبانی که امروزه به‌نام فارسی نو می‌شناسیم و در دوران نخستین اسلامی به فارسی دری شهره بود را می‌توان به‌عنوان دنباله زبان فارسی میانه — که زبان رسمی، دینی و ادبی ایران ساسانی بود — طبقه‌بندی کرد که خود این زبان اخیر نیز بازماندهٔ زبان فارسی باستان و نیز زبان دربار هخامنشیان بوده‌است. برخلاف سایر گویش‌ها و زبان‌های باستانی و نو ایرانی، مانند اوستایی، پارتی، سُغدی، کردی، پشتو و غیره، زبان فارسی نو، در پی فارسی میانه، در نمودار درختی زبان‌های ایرانی در امتداد یکدیگر قرار می‌گیرند..
زبان فارسی میانه‌ای را، که به‌دنبال فارسی باستان پدید آمد، گاه پهلوی نیز نامیده‌اند. این زبان پس از دگرگونی گستردهٔ زبان فارسی باستان، هم در آواشناسی و هم در ساختار و دستورزبان، به‌گونهٔ ساده‌تر از نیای باستانی خود، پدید آمد.

## رمزگشایی فارسی باستان
زبان‌نگارهٔ فارسی باستان، مدتی پس از فروپاشی سلسلهٔ هخامنشی، رو به فراموشی گذاشت و حتی آخرین نوشته‌ای که به فارسی باستان نوشته شده، به خط آرامی است؛ بنابراین تا مدت‌ها کسی نه محتوای آنان را می‌دانست و نه از اصالت آن‌ها آگاه بود. مدت‌ها سپری شد تا توجه گردشگران غربی به این نوشته‌های کهن جلب شد. پیترو دلاواله ایتالیایی در اوایل سدهٔ هفدهم و هم‌زمان با دورهٔ صفوی، تصویری از آن‌ها ثبت نمود. بعدها چند تن دیگر نیز دست به کارهای مشابه زدند؛ ولی هیچ‌کس در پی خواندن آنان برنیامد. از اواخر سدهٔ هجدهم تلاش‌ها برای خواندن این نوشته‌ها آغاز شد. این پیگیری‌ها — که عمدتاً از سوی پژوهشگرانی آلمانی دنبال می‌شد — تا مدت‌ها نتیجه‌ای در برنداشت و حتی نوشته‌ها را به‌اشتباه، متعلق به دورهٔ اشکانی می‌پنداشتند. بعدها نظام خطی چپ‌به‌راست و واژه‌جداکن‌ها شناسایی شد و تشخیص میان خطوط فارسی باستان با خط‌های کتیبه‌های چندزبانهٔ دیگر، فراهم شد.

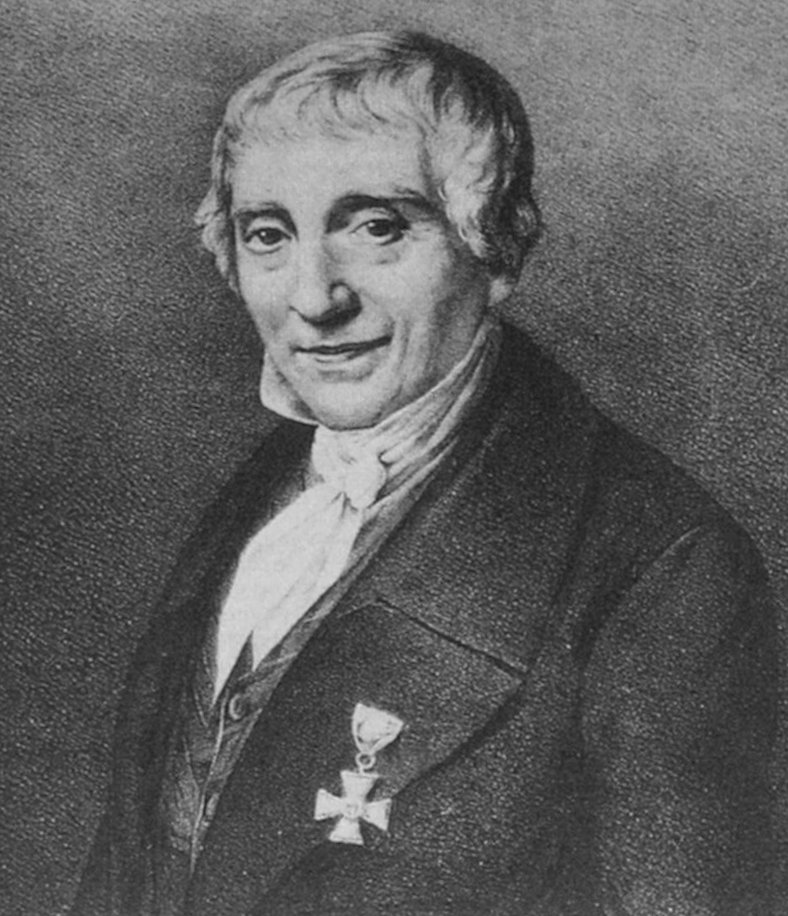
گئورگ گروتفند، پژوهشگر آلمانی که در آغاز سدهٔ هجدهم میلادی تلاش‌های شایانی در رمزگشایی و شناخت کتیبه‌های هخامنشی نمود که به بازشدن راه سایر محققان تا رسیدن به درک کامل آن کتیبه‌ها منجر شد.

گشایش منطقی خط فارسی باستان در سال ۱۸۰۲ توسط گئورگ فریدریش گروتفند آلمانی کلید خورد. این دانشمند برجسته متوجه وجود برخی واژگان تکراری در کتیبه‌ها شد و آن‌ها را به‌درستی برابر مفهوم شاه تشخیص داد. او که بر این باور بود که کتیبه‌ها متعلق به دورهٔ هخامنشی و به زبانی نزدیک به زبان اوستایی است این واژه را «شاه» فرض کرد و در ادامه متوجه شد کتیبه‌های مورد بررسی‌اش از دو شاه مختلف با دو نام مختلف‌ست. در یکی از کتیبه‌ها واژهٔ مفروض بر شاه دو بار در آغاز و در یکی تنها یک بار تکرار شده بود. از آنجا به این نتیجه رسید که این کتیبه‌ها توسط دو نفر از شاهان هخامنشی نوشته شده که پدر یکی از آن‌ها شاه بوده و پدر دیگری نه. در ضمن فهمید که نام شاهی که پدرش شاه نبوده دقیقاً در کتیبهٔ دیگر پیش از دومین واژهٔ شاه آمده در نتیجه دریافت که شاه دومی پسر شاه اولی بوده‌است. او با مطالعهٔ منابع یونانی به این مهم رسید که تنها دو تن از شاهان هخامنشی پدرانی داشتند که خود شاه بوده، اما پدرانشان شاه نبوده‌اند؛ یعنی کوروش-کمبوجیه و نیز داریوش-خشایارشا. او با توجه به اینکه نام دو شاه با یک حرف آغاز نمی‌شوند، گزینهٔ اول را کنار گذاشت و با توجه به قرائت‌های اوستایی سبک ملفوظ نام خشایارشا، ویشتاسپ، داریوش، پدر و شاه را حدس زد. بدین ترتیب او توانست ارزش نوشتاری پانزده حرف را مشخص کند. اما به‌دلیل اشتباهاتی که در حدس صورت ملفوظ واژه‌های فارسی باستان داشت تنها ده مورد آن درست بود.
بعد از تلاش‌های گروتفند که حتی نام کوروش در کتیبه مرغاب را هم شناسایی کرده بود، دانشمندان دانمارکی به‌ویژه راسموس راسک راه او را ادامه دادند. اوژن بورنوف فرانسوی نیز موفق شد تا اندازهٔ زیادی از آواها را شناسایی کرده و با توجه به همانندیِ نزدیک این زبان با اوستایی حالات صرفی آن نیز مسجل شد. بعدها شناسایی کامل این زبان به درک و دریافت زبان و خط اکدی و عیلامی که در برخی کتیبه‌های هخامنشی در کنار فارسی باستان ترجمه شده بودند، منجر شد.

### الفبای فارسی باستان
خطی که فارسی باستان به آن نوشته می‌شد در زمرهٔ الفباهایی‌ست که به خط میخی مشهورند. نوشتار فارسی باستان تنها خط به‌کاررفته در زبان‌های باستانی ایرانی‌ست که از چپ به راست نوشته می‌شده‌است. این خط که احتمالاً در زمان داریوش بزرگ (یا شاید پیش از آن) از الفبای اکدی و اکدی از الفبای سومری اقتباس شده دارای ۳۶ حرف، ۸ اندیشه‌نگار و ۲ گونه واژه‌جداکن بوده. در خط میخی تک‌تکِ واژگانِ به‌کاررفته در متن با خطوطی مورّب از یک‌دیگر جدا می‌شدند و همچنین برای آسانیِ نگارش، هشت علامت اندیشه‌نگار برای واژگان پرکاربرد در کتیبه‌ها مانند (شاه، سرزمین، کشور، اهورامزدا) ابداع شده بود.
خط فارسی باستان هجایی است، به این معنی که هر حرف آن معرف یک هجا بوده که شامل یک صامت و یک مصوت می‌شده‌است. برخی از حروف نیز تنها یک آوا را ثبت می‌کردند.

### نوشته‌های فارسی باستان
از زبان فارسی باستان نوشته‌های نسبتاً زیادی به جای مانده که بیشترین حجم آن را کتیبه‌ها تشکیل می‌دهند. به‌جز کتیبه‌ها که همگی متعلق به شاهان و نیاکان ایشان هستند نوشته‌هایی بر روی لوح و سنگ وزنه و سکه و ظروف نیز به جای مانده‌است. این نوشته‌ها اگرچه از نظر ارزش تاریخی و زبان‌شناختی معتبر هستند اما ارزش ادبی آنها بسیار پایین است. با این وجود برخی به وجود ابیات و سرودهایی در ضمن این کتیبه‌ها اشاره داشته و آن‌ها به‌خصوص آغاز کتیبه‌ها را دارای ارزش ادبی تعبیر کرده‌اند.
مفصل‌ترین کتیبهٔ هخامنشی همان سنگ‌نوشتهٔ بیستون در استان کرمانشاه کنونی است که به‌دستور داریوش بزرگ نقش گردیده. این کتیبهٔ سه‌زبانه که به‌جز فارسی باستان برگردان‌های ایلامی و اکدی را نیز در کنار خود دارد بیشترین ارزش را از نظر زبان‌شناسی و تاریخی به پژوهشگران عرضه کرده‌است. چرا که قدیمی‌ترین کتیبهٔ فارسی باستان دانسته شده و اینکه یکی از قدیمی‌ترین اسناد زبان‌های باستانی هندواروپایی است که در زمان کاربرد به الفبایی هجایی ثبت شده‌است. ضمن اینکه اطلاعات بسیار زیادی از اوضاع و احوال سرزمین هخامنشیان و منش و سیاست‌های ایشان به دست داده و در نهایت کمک شایانی به کشف و درک زبان‌های اکدی و عیلامی نموده‌است. داریوش به‌جز بیستون کتیبه‌های دیگری در خوزستان و پارس نیز داشته‌است.
پس از داریوش شاهان دیگر به‌ویژه خشایارشا، اردشیر یکم و اردشیر دوم و همچنین داریوش دوم کتیبه‌هایی به فارسی باستان دارند. از کوروش کبیر و نیز برخی پیشینیان هخامنشی مانند اریارمنه و ارشامه کتیبه‌های دیگری نیز وجود دارد که احتمال می‌رود این کتیبه‌ها همگی پس از ابداع خط در زمان داریوش بزرگ نوشته شده باشند. همچنین یک کتیبهٔ فارسی باستان هم در نقش رستم کشف شده که به خط آرامی نوشته شده‌است. البته اظهار نظر در مورد این کتیبهٔ منحصربه‌فرد که در زمان پس از سقوط هخامنشیان نیز نوشته شده، به‌دلیل آسیب‌دیدگی شدید آن، همراه با قطعیت نیست.

## دستورزبان

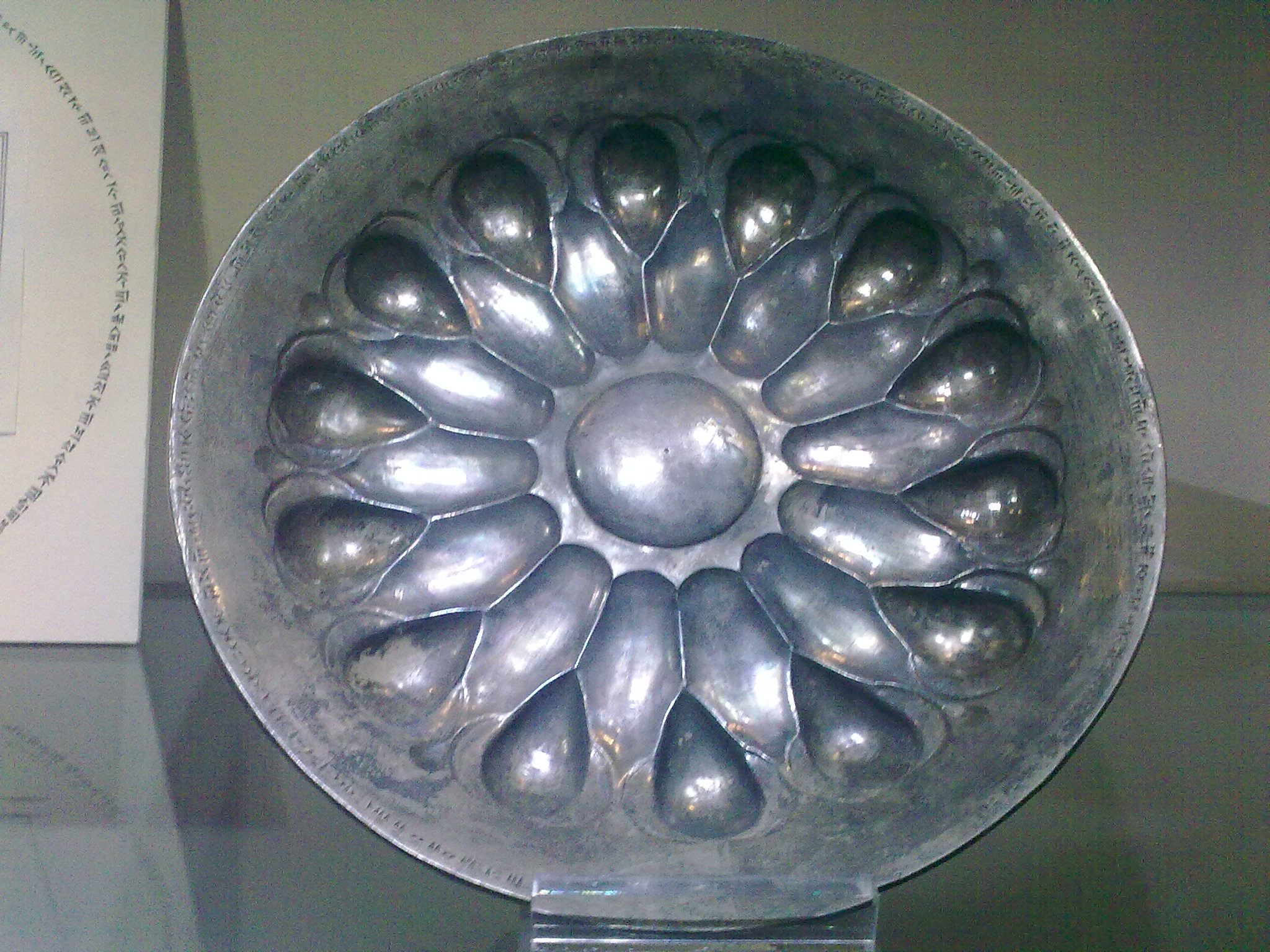
بشقاب سیمین با کتیبه با نمونه‌ای از خط میخی هخامنشی به دستور اردشیر یکم هخامنشی در موزهٔ رضا عباسی.
متن:به دستورِ اردشیرِ بزرگ شاه شاهان، شاه سرزمین‌ها، پسر شاهنشاه خشایارشا پسر شاهنشاه داریوش هخامنشی این بشقاب نقره برای کاخ شاهی ساخته شد.

در این زبان سه جنسِ مذکر و مؤنث و خنثی، و سه شمارِ مفرد و مثنّی و جمع هست و کلمه با توجه به نقش نحوی آن صرف می‌شود. فارسی باستان دارای هشت حالت دستوری بوده‌است. بدین ترتیب: نهادی، مفعولی، وابستگی، ندایی، ازسویی، ابزاری، کنش‌گیری و مکانی.

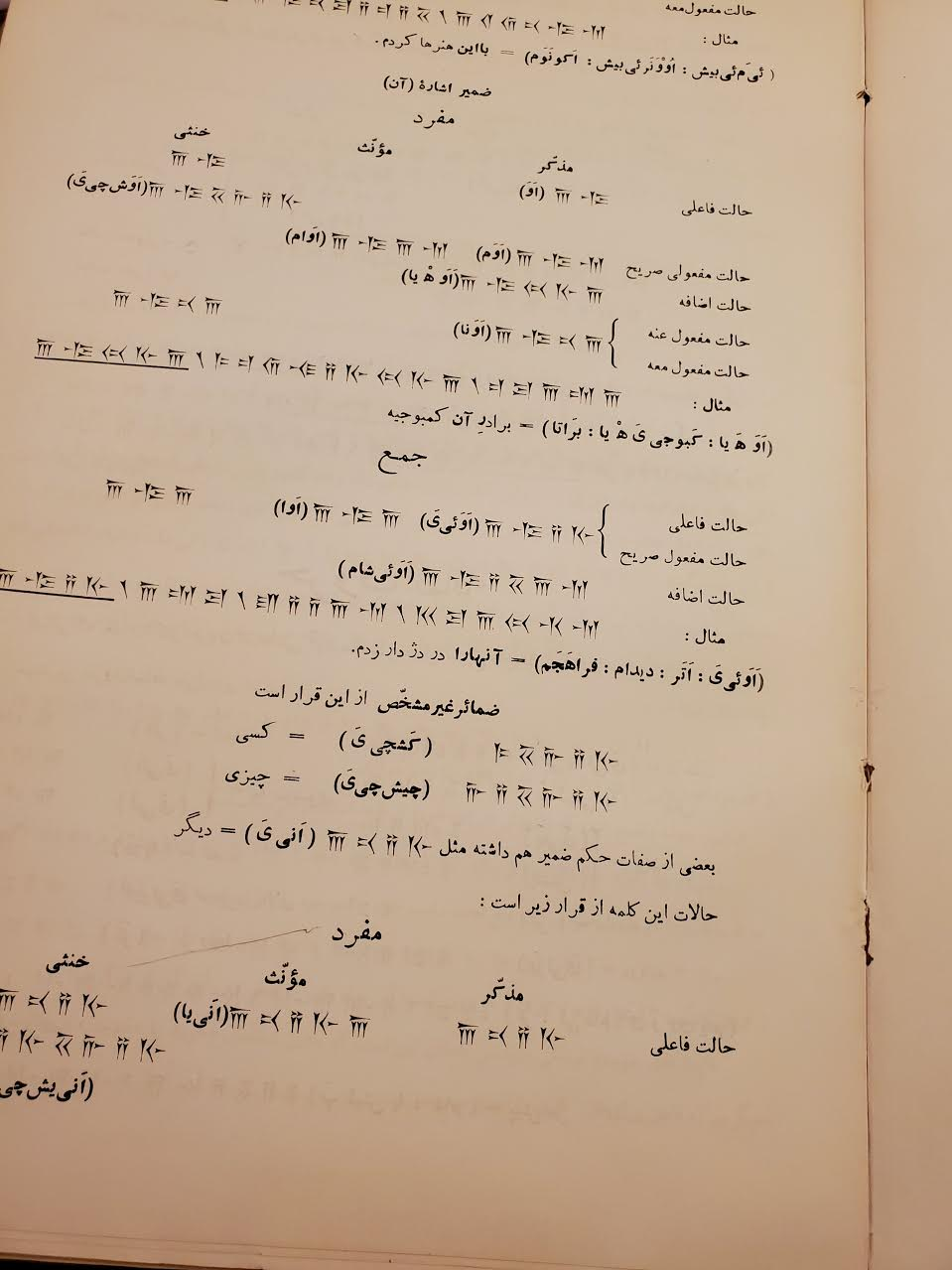
یک کتاب آموزشی یادگیری خط میخی هخامنشی به زبان فارسی.

### آواشناسی
پژوهشگران زبان‌های باستانی پس از رمزگشایی کتیبه‌ها نوعی آوانگاری برای آن ترتیب دادند تا محتوای نوشته‌شده در کتیبه‌ها را با یک الفبای لاتین ثبت کنند. برای این کار آن‌ها با توجه به آواهای موجود در زبان‌های اوستایی و سنسکریت و نیز تغییرات آوایی به‌ویژه قانون گردش اصوات در طول زمان ارزش آوایی هر یک از واژگان را مشخص نمودند. این آواها از آنچه در آواشناسی زبان اوستایی می‌بینیم به‌مراتب ساده‌تر است. از نظر آواشناسی آواهای فارسی باستان به دو دستهٔ واکه و همخوان تقسیم می‌شوند.
- واکه‌ها در فارسی باستان:

واکه‌ها در زبان فارسی باستان به دو دستهٔ ساده و مرکب تقسیم می‌شوند. واکه‌های مرکب معمولاً ترکیبی از دو مصوت کوتاه هستند که یک واحد آوایی مستقل را تشکیل می‌دهند. واکه‌های سادهٔ زبان فارسی باستان همانند فارسی نو است با این تفاوت که آوای «O» یا همان پیش در فارسی نو در فارسی باستان وجود نداشته‌است. واکه‌های ساده و مرکب به دو دستهٔ کوتاه و بلند نیز بخش می‌شوند. واکه‌ها یا همان حروف صدادار فارسی باستان از قرار زیر هستند:
| کوتاه | i | u | a |
| بلند  | ī | ū | ā |

| کوتاه | ai | au |
| بلند  | āi | āu |

- همخوان‌ها در فارسی باستان:

همخوان‌های فارسی باستان ۲۱ آوا را تشکیل می‌دهند به‌اضافهٔ آوای (L) برابر تلفظ حرف لام در زبان فارسی که تنها یک بار در واژهٔ Labanāna به معنی لبنان به کار رفته‌است و به نظر می‌رسد چنین آوایی در زبان فارسی باستان وجود نداشته. از میان سایر واکه‌ها نیز برخی به زبان‌های جانشین یعنی فارسی میانه و فارسی دری نرسیده‌است مانند آوای «ç» یا سین مشدد. سایر آواها احتمالاً با اندکی تغییر بعدها وارد فارسی میانه و فارسی نو گردید. همخوان‌های فارسی باستان به شرح زیر هستند:
| همخوان | تلفظ     | نمونه واژه | به خط فارسی | معنی        |
| ------ | -------- | ---------- | ----------- | ----------- |
| b      | ب        | būmi       | بومی        | بوم         |
| r      | ر        | rāsta      | راستَ        | راست        |
| k      | ک        | kāma       | کامَ         | کام         |
| v      | واو      | daiva      | دَیوَ         | دیو         |
| d      | د        | draya      | درَیَ         | دریا        |
| t      | ت        | dasta      | دَستَ         | دست         |
| j      | ج        | bāji       | باجی        | باج         |
| X      | خ        | xaudā      | خَودا        | کلاهخود     |
| h      | ه        | hama       | هَمَ          | هم          |
| z      | ز        | vazarka    | وَزَرکَ        | بزرگ        |
| c      | چ        | carma      | چـَرمَ        | چرم         |
| g      | گ        | gauša      | گـَوشَ        | گوش         |
| n      | ن        | niyāka     | نیاکَ        | نیا، نیاکان |
| m      | م        | martiya    | مَرتیَ        | مَردم        |
| p      | پ        | pitar      | پیتـَر       | پدر         |
| f      | ف        | framānā    | فرَمانا      | فرمان       |
| t      | ت        | tanū       | تنو         | تن          |
| L      | ل        | Labanāna   | لَبَنانَ       | لبنان       |
| ç      | سین مشدد | puça       | پوسَّ         | پسر         |
| θ      | ث        | θuxra      | ثوخرَ        | سرخ         |
| š      | ش        | šiyāti     | شیاتی       | شادی        |

### ریشه‌های تاریخی واژگان و اشتقاق آن‌ها
واژگان فارسی باستان که یک زبان هندواروپایی است با واژگان سایر این زبان‌ها ریشهٔ مشترک دارد. با توجه به تعلق آن به مجموعهٔ زبان‌های هندوایرانی طبیعی است که ابتدا با زبان اوستایی و مادی و سپس با زبان سنسکریت هم‌بستگیِ بیشتری داشته باشد. واژگان فارسی باستان مشتمل بر اسم، صفت، ضمیر، حروف اضافه و افعال بوده که هرکدام در جمله‌های مختلف، بنابر کاربردی که داشته تغییرات خاصی در شکل خود می‌یافته‌است. اسامی با توجه در این زبان اسامی به‌صورت مفرد، مثنی و جمع و دارای سه جنس مذکر، مؤنث و خنثی هستند. در هریک از این حالات صرف متفاوتی برای واژه وجود دارد و این بستگی به حالت واژه در جمله و نیز آوای پایانی آن دارد.
- جنس:

در زبان فارسی باستان تمایز جنس وجود دارد. به این صورت که تمامی اسامی دارای جنس هستند. جنس در این زبان مشتمل بر مذکر، مؤنث و خنثی می‌باشد. این مقوله در زبان اوستایی نیز موجود بوده‌است. جنس دستوری است و منطقی نیست؛ به این نحو که گاهی اسامی که بر جنس مؤنث دلالت می‌کنند از نظر جنس مذکرند مانند vanta به معنی زن که مذکر است. تأنیث از طریق شکل مذکر پرداخته می‌شود و برای این آوای پایانی واژگان معمولاً کشیده می‌شود. همچنین صفت و موصوف باید از نظر جنس تطابق داشته باشند و اگر موصوفی مؤنث باشد لازم است صفتی که برای آن به کار رفته نیز مؤنث شود. سه جنس مذکر و مؤنث و خنثی در اسامی به صورت‌های مختلفی صرف می‌شوند که تمایز جنسشان آشکار می‌گردد، ضمایر نیز دارای جنس هستند اما دستگاه فعلی و صرف آن یکی است. به این معنی که در صرف افعال بین مؤنث و مذکر و خنثی هیچ تفاوتی وجود ندارد.
- شمار:

شمار در زبان فارسی باستان با زبان‌های میانه و نو ایرانی متفاوت است. به این معنی که به جز دو شمار مفرد و جمع یک شمار دیگر یعنی مثنی نیز دارد. حالت مثنی در فارسی باستان بر دو نفر دلالت می‌کند. شمار مثنی شناسه‌های متفاوتی از جمع دارد و صرف فعل برای صیغه‌های مثنی متفاوت از جمع بوده‌است. صفت و موصوف از نظر شمار جمع و مفرد و مثنی با یکدیگر هم‌خوانی داشته‌اند. این حالت پس از فارسی باستان به دورهٔ میانه نرسیده‌است. این سه حالت شمار در زبان اوستایی نیز وجود داشته‌است.
- ستاک:

هر واژه یک شکل ساده به نام ستاک دارد. ستاک در حقیقت شکل ساده و بدون صرف و شناسهٔ یک واژه‌است که معمولاً به‌تنهایی به کار نمی‌رود. این ستاک‌ها به آواهای متفاوتی ختم می‌شده‌اند. برای نمونه، ستاک نام کوروش kūru و ستاک نام داریوش dārayava(h)u بوده که صورت فاعلی آن‌ها که با š پایانی همراه است، صرف نام آن‌ها در حالت فاعلی بوده‌است. اگر نام کوروش در جمله در جایگاه مفعول به کار می‌رفته آنگاه به‌صورت kūrum پدیدار می‌شده. این تغییرات اسامی با توجه به جایگاه اسم در هریک از حالات هشتگانهٔ صرفی در فارسی باستان وجود داشته‌است. نحوهٔ تغییر کردن پایان واژه‌ها در فارسی باستان — یا به اصطلاح دیگر، صرف آن‌ها — بستگی به ستاک یا شکل خام واژه داشته که به چه آوایی ختم می‌شده‌است. هر یک از واژه‌ها یک ستاک اصلی داشته‌اند. در صفت‌ها که ممکن بوده مذکر، مؤنث یا خنثی باشند برای هر یک از این جنس‌ها یک ستاک جداگانه وجود داشته‌است.
* حالت‌های دستوری: کاربرد اسم، صفت و نیز ضمیر در جمله همیشه در یکی از حالت‌های دستوری هشت‌گانهٔ فاعلی، مفعولی، مفعولی له (برایی)، اضافی، مفعولی فیه (دری)، ندایی، مفعولی معه (بایی)، مفعولی عنه (ازی) است. در هریک از این حالات که قرار بگیرد با توجه به جنس، شمار و آوایی پایانی واژه، صرف می‌شده.
|                        | -a           | -a      | -a       | -am          | -am     | -am     | -ā   | -ā     | -ā     |
| مفرد                   | مثنی         | جمع     | مفرد     | مثنی         | جمع     | مفرد    | مثنی | جمع    |        |
| ---------------------- | ------------ | ------- | -------- | ------------ | ------- | ------- | ---- | ------ | ------ |
| فاعلی                  | -a           | -ā      | -ā, -āha | -am          | -ā      | -ā      | -ā   | -ā     | -ā     |
| ندایی                  | -ā           | -ā      | -ā       | -am          | -ā      | -ā      | -ā   | -ā     | -ā     |
| مفعولی                 | -am          | -ā      | -ā       | -am          | -ā      | -ā      | -ām  | -ā     | -ā     |
| مفعولی معه/ مفعولی عنه | -ā           | -aibiyā | -aibiš   | -ā           | -aibiyā | -aibiš  | -āyā | -ābiyā | -ābiš  |
| مفعولی له              | -ahyā, -ahya | -aibiyā | -aibiš   | -ahyā, -ahya | -aibiyā | -aibiš  | -āyā | -ābiyā | -ābiš  |
| اضافی                  | -ahyā, -ahya | -āyā    | -ānām    | -ahyā, -ahya | -āyā    | -ānām   | -āyā | -āyā   | -ānām  |
| مفعولی فیه             | -aiy         | -āyā    | -aišuvā  | -aiy         | -āyā    | -aišuvā | -āyā | -āyā   | -āšuvā |

|                        | -iš  | -iš    | -iš    | -iy  | -iy    | -iy    | -uš  | -uš    | -uš    | -uv  | -uv    | -uv    |
| مفرد                   | مثنی | جمع    | مفرد   | مثنی | جمع    | مفرد   | مثنی | جمع    | مفرد   | مثنی | جمع    |        |
| ---------------------- | ---- | ------ | ------ | ---- | ------ | ------ | ---- | ------ | ------ | ---- | ------ | ------ |
| فاعلی                  | -iš  | -īy    | -iya   | -iy  | -in    | -īn    | -uš  | -ūv    | -uva   | -uv  | -un    | -ūn    |
| ندایی                  | -i   | -īy    | -iya   | -iy  | -in    | -īn    | -u   | -ūv    | -uva   | -uv  | -un    | -ūn    |
| مفعولی                 | -im  | -īy    | -iš    | -iy  | -in    | -īn    | -um  | -ūv    | -ūn    | -uv  | -un    | -ūn    |
| مفعولی معه/ مفعولی عنه | -auš | -ībiyā | -ībiš  | -auš | -ībiyā | -ībiš  | -auv | -ūbiyā | -ūbiš  | -auv | -ūbiyā | -ūbiš  |
| مفعولی له              | -aiš | -ībiyā | -ībiš  | -aiš | -ībiyā | -ībiš  | -auš | -ūbiyā | -ūbiš  | -auš | -ūbiyā | -ūbiš  |
| اضافی                  | -aiš | -īyā   | -īnām  | -aiš | -īyā   | -īnām  | -auš | -ūvā   | -ūnām  | -auš | -ūvā   | -ūnām  |
| مفعولی فیه             | -auv | -īyā   | -išuvā | -auv | -īyā   | -išuvā | -āvā | -ūvā   | -ušuvā | -āvā | -ūvā   | -ušuvā |

### افعال در زبان فارسی باستان
فعل در زبان فارسی باستان ممکن است با پیشوند همراه باشد. به‌جز پیشوند احتمالی فعل تشکیل می‌شود از ریشهٔ باستانی فعل به‌همراه افزونهٔ ماده‌ساز و شناسه. افعال التزامی معمولاً یک نشانهٔ التزامی نیز پیش از شناسه و پس از ماده دارند.
- ریشهٔ فعلی: افعال در فارسی باستان و نیز اوستایی دارای ریشهٔ مشترکی هستند. این ریشه به سه صورت قوی، افزوده و ضعیف ظاهر می‌شود. این ریشه‌های یک و گاهی دو هجایی هرکدام دلالت بر فعل خاصی دارند. در واقع ریشه جزء مشترک تمامی واژگانی‌ست که روی هم یک خانوادهٔ واژگانی را تشکیل می‌دهند.[۲۹] مثلاً saok ریشهٔ همهٔ افعالی است که مفهوم سوختن از آن‌ها استنباط می‌شود. این واژه می‌تواند به‌صورت افزوده که همان saok است یا صورت ضعیف (فاقد a) یعنی suč یا suk بیاید. برای برخی از وجوه و باب‌ها از ریشهٔ ضعیف و برای برخی از ریشهٔ قوی فعل استفاده می‌شود. همچنین پیشوندهای مرسوم در زبان فارسی باستان می‌توانند معنای فعل را دگرگون کنند.
- مادهٔ فعل: هر فعل در زبان فارسی باستان از یک ماده تشکیل شده که عبارت است از ریشهٔ فعل افزون بر هجای ماده‌ساز. ماده‌های مضارع و التزامی شناسهٔ ویژه دارند.
- شناسهٔ فعلی: شناسه‌های فعلی شامل شناسه‌های سه شخص در سه حالت مفرد مثنی و جمع در حالت‌های متفاوتی برای ماضی مضارع و نیز گذرا و ناگذر هستند و از این رو شمار شناسه‌های فعلی که در انتهای افعال فارسی باستان می‌آیند زیاد است. بین شناسه‌های مؤنث و مذکر تفاوتی نیست. برای نمونه فعل ماضی barantiy به معنی «می‌برند» در فارسی باستان از ریشهٔ فعلی bar تشکیل شده که به‌همراهِ ماده‌سازِ a مجموعاً می‌شود bara که مادهٔ فعلیِ مضارعِ گذرا است. در پایان هم شناسهٔ فعلی ntiy برای سوم شخص جمع نیز به آن اضافه می‌شود. (bar-a-ntiy) در نتیجه فعل ساخته می‌شود.

## واژه‌نامه
| نیا ایرانی | فارسی باستانی | فارسی میانه | فارسی نو           | معنی      |
| ---------- | ------------- | ----------- | ------------------ | --------- |
| arta*      | arta          | ard         | ard اَرد            | ارد       |
| açva*      | aspa, asa     | asp         | asb اسب            | اسب       |
| bhāji*     | bāji          | bāj         | bāj باج/باژ        | باج       |
| bhrātr*    | brātar        | brādar      | barādar برادر      | برادر     |
|            | Ahuramazdā    | Ohrmazd     | Hormoz(d) هُرمُز (د) | اهورامزدا |
| kāma*      | kāma          | kām         | kām کام            | دهان      |
| daiva*     | daiva         | dēv         | dēv دیو            | دیو       |
|            | drayah        | drayā       | daryā دریا         | دریا      |
| zhasta*    | dasta         | dast        | dast دست           | دست       |
| bhūmī*     | būmi          | būm         | būm بوم            | سرزمین    |
| martya*    | martya        | mard        | mard مرد           | مرد       |
| māsa*      | māha          | māh         | māh ماه            | ماه       |
| vāsara*    | vāhara        | Bahār       | bahār بهار         | بهار      |
| sthūnā*    | stūnā         | stūn        | sotūn ستون         | ستون      |
| cyāta*     | šiyāta        | šād         | šād شاد            | شاد       |
| draugh*    | drauga        | drōgh       | dorōgh دروغ        | دروغ      |

## آثار به این زبان

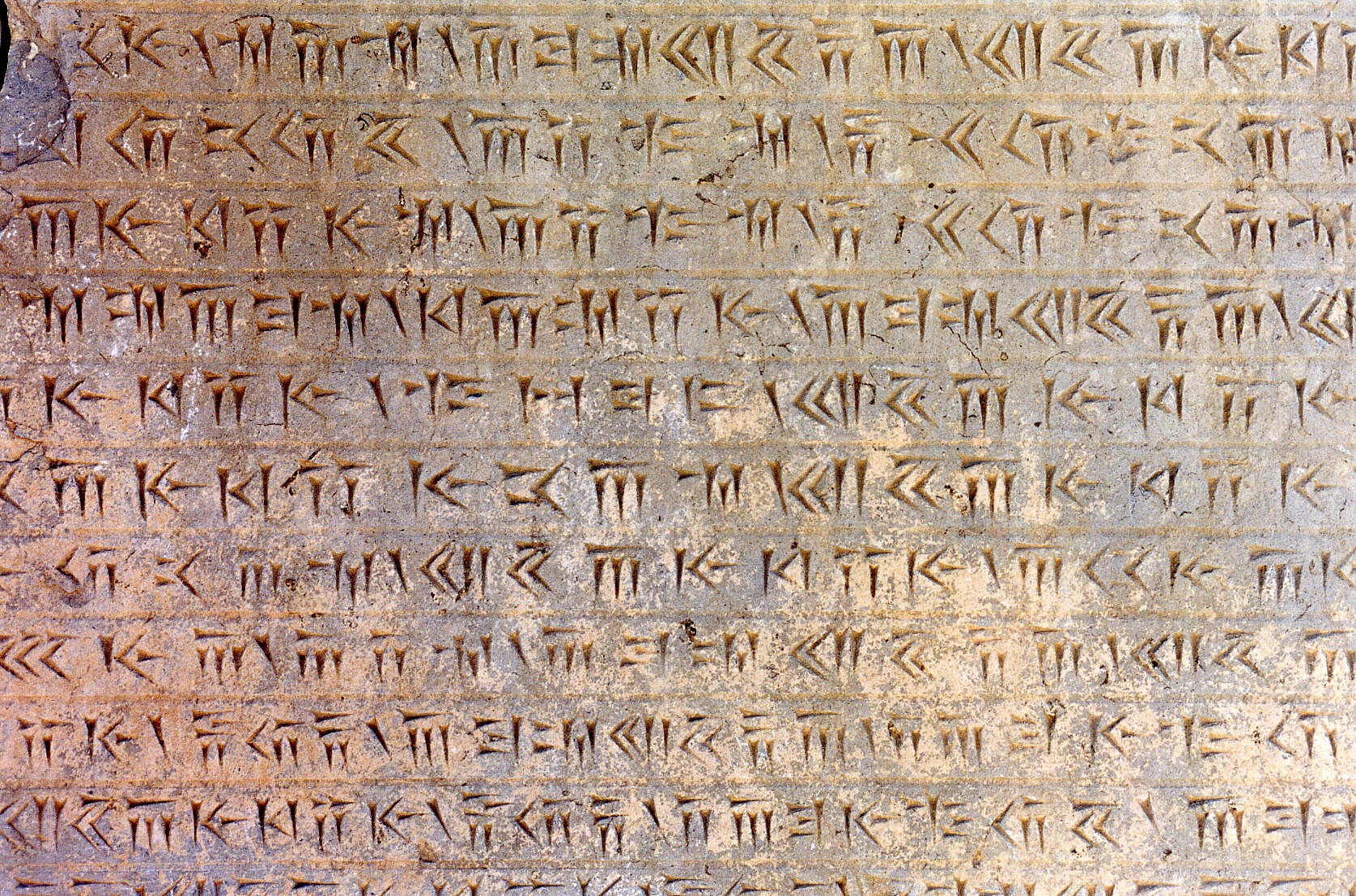
بخشی از سنگ‌نوشته‌ای در تخت جمشید به خط میخی هخامنشی

آثار به‌جامانده از زبان فارسی باستان به خط میخی هخامنشی است که از سدهٔ ششم تا سدهٔ چهارم پیش از میلاد نگارش یافته‌اند. البته یک نمونه کتیبه هم در نقش رستم یافت شده‌است که به نظر می‌آید به زبان فارسی باستان است ولیکن به خط آرامی نوشته شده‌است و احتمال می‌رود که بعد از دورهٔ هخامنشی تحریر شده باشد. تنها چند واژه از آن تاکنون خوانده شده‌است. کتیبه‌های فارسی باستان عمدتاً توسط شاهان هخامنشی پرداخته شده که ضمن آن به‌جز دریافت رویدادهای تاریخی می‌توان به باورها و عقاید ایرانیان زمان هخامنشیان تا اندازه‌ای پی برد.

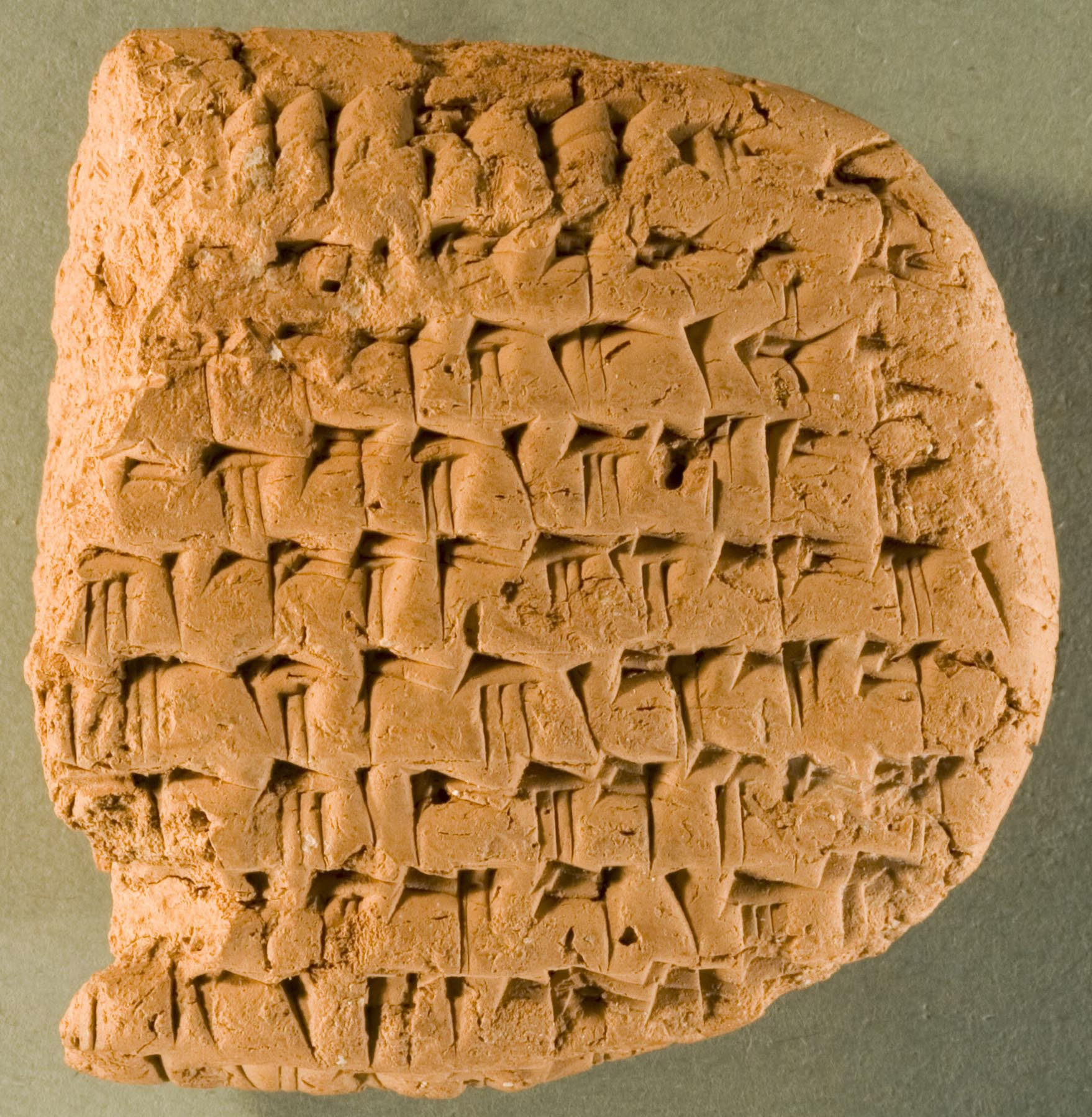
یک سند اداری به خط و زبان فارسی باستان، متعلق به سال ۵۰۱ پیش از میلاد، کشف شده در باروی تخت جمشید و محفوظ در دانشگاه شیکاگو به شمارهٔ PFT 1208-101

قدیمی‌ترین کتیبهٔ فارسی باستان را متعلق به داریوش بزرگ می‌دانند. با این وجود برخی نیز اصالت کتیبه‌های منسوب به شاهان و بزرگان پیش از داریوش، مانند کوروش بزرگ، آرشام و آریارمنه را پذیرفته‌اند. نوشته‌های به‌دست‌رسیده از این زبان در مناطق مختلف جهان مانند ایران (استان‌های خوزستان، بوشهر، کرمانشاه، فارس)، عراق، ترکیه، ارمنستان، مصر، رومانی و روسیه کشف شده‌اند. عمدهٔ آن‌ها به‌صورت کتیبه، سنگ‌نوشته و لوح بوده‌اند.

## یادداشت
1. ↑  منظور از زبان‌های هندوایرانی همان زبان آریایی است و منظور از مردمان هندوایرانی، آریایی‌ها هستند.